# Hochkarspitze
De Hochkarspitze is een 2482 meter hoge bergtop in het Karwendelgebergte op de grens tussen de Duitse deelstaat Beieren en de Oostenrijkse deelstaat Tirol.
De berg maakt onderdeel uit van de Noordelijke Karwendelketen, die vanaf de Wörner (2476 meter) vanuit het zuiden komend naar het oosten afbuigt. De Hochkarspitze ligt ten oosten van de Wörner en is het hoogste punt van het bergmassief dat de berg met de Wörner vormt. De top van de Hochkarspitze is vanuit het zuiden bereikbaar middels een zware bergtocht die gedeeltelijk voert over gebied zonder gemarkeerde wandelwegen.

## Voetnoten
1. ↑  Austrian Map online 1:50.000 (ÖK 50) van het BEV